# Calcis (Etòlia)
|  | Per a altres significats, vegeu «Calcis (desambiguació)». |

Calcis (en llatí Chalcis, en grec antic Χαλκίς), també anomenada Calceia (Χάλκεια) per Polibi i Hipocalcis (Ὑποχαλκίς per Estrabó) era una ciutat d'Etòlia situada a la costa, a poca distància a l'est de la desembocadura del riu Evenos i als peus d'una muntanya anomenada Hipocalcis.
Calcis era una de les cinc ciutats d'Etòlia que Homer menciona a la Ilíada al Catàleg de les naus, i li dona l'epítet de ἀγχίαλος (anchialos, propera a la costa). Durant el període històric se la va continuar mencionant per Tucídides, Polibi i Estrabó.